# Bunuri mobile din domeniul artă plastică clasate în patrimoniul cultural național al României aflate în Statele Unite Ale Americii
Acestă listă conține bunurile mobile din domeniul artă plastică clasate în Patrimoniul cultural național al României aflate la momentul clasării în Statele Unite Ale Americii.

## Fond
| Foto | Informații generale                   | Detalii tehnice                                                                                    | Descriere | Deținător                                        | Legături |
| ---- | ------------------------------------- | -------------------------------------------------------------------------------------------------- | --- | ------------------------------------------------ | -------- |
|      | Visare - Le rêve Autor: Alfred Bucher | Datare: cca. 1897 Școală: Școala franceză Dimensiuni: 66 x 41 x 19 cm Material: marmură, sculptare | Semnat, lateral stânga „A. BOUCHER”. | Colecții particulare, Statele Unite Ale Americii | Cimec    |
|      | Prima zăpadă Autor: Nagy, Albert      | Datare: 1960 (?) Dimensiuni: 67 x 54 cm Material: ulei pe pânză; pictare                           | Peisaj de iarnă, curtea interioară și terasă acoperită de zăpadă. Reprezintă terasa casei de pe strada Tutunului, nr. 23, din Cluj, unde a locuit artistul în ultimii ani de viață. Semnat dreapta jos cu negru: Nagy Albert. | Colecții particulare, Statele Unite Ale Americii | Cimec    |